# كاثرين إم. راسيل
كاثرين ماري راسل (من مواليد 4 مارس 1961) هي محامية أمريكية ومستشارة سياسية تشغل حاليًا منصب المدير التنفيذي لليونيسف. عملت سابقًا كمديرة لمكتب الموظفين الرئاسيين بالبيت الأبيض، وسفيرة الولايات المتحدة المتجولة لقضايا المرأة العالمية، ورئيسة موظفي السيدة الثانية للولايات المتحدة آنذاك جيل بايدن. وهي متزوجة من توم دونيلون الذي يشغل منصب رئيس معهد بلاك روك للاستثمار.